# Kelly Collins

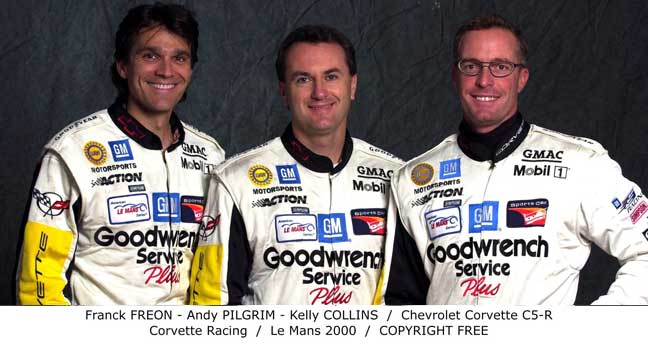
Kelly Collins (rechts) 2000 in Le Mans

Kelly Collins  (* 21. April 1965 in Sun Valley) ist ein ehemaliger US-amerikanischer Autorennfahrer.

## Karriere als Rennfahrer
Kelly Collins war viele Jahre als Fahrinstrukteur bei der Skip Barber Racing School aktiv und arbeitete als Stuntfahrer bei Hollywood-Filmproduktionen. Seine Fahrerkarriere begann in den 1980er-Jahren im Motocrosssport. Über die Rennformeln Ford und Mazda kam er in den 1990er-Jahren zum GT- und Sportwagensport.
Zwischen 1996 und 2013 bestritt er 157 Rennen. Er siegte zweimal und feierte 20 Klassensiege in nordamerikanischen Sportwagenserien. Klassensiege gelangen ihm untern anderem beim 24-Stunden-Rennen von Daytona und dem 12-Stunden-Rennen von Sebring. Viermal startete er beim 24-Stunden-Rennen von Le Mans, wo der 10. Gesamtrang 2000 seine beste Platzierung war.

## Statistik

### Le-Mans-Ergebnisse
| Jahr | Team            | Fahrzeug                | Teamkollege  | Teamkollege  | Platzierung | Ausfallgrund |
| ---- | --------------- | ----------------------- | ------------ | ------------ | ----------- | ------------ |
| 2000 | Corvette Racing | Chevrolet Corvette C5-R | Franck Fréon | Andy Pilgrim | Rang 10     |              |
| 2001 | Corvette Racing | Chevrolet Corvette C5-R | Franck Fréon | Andy Pilgrim | Rang 14     |              |
| 2002 | Corvette Racing | Chevrolet Corvette C5-R | Franck Fréon | Andy Pilgrim | Rang 13     |              |
| 2003 | Corvette Racing | Chevrolet Corvette C5-R | Oliver Gavin | Andy Pilgrim | Rang 11     |              |

### Sebring-Ergebnisse
| Jahr | Team                              | Fahrzeug                | Teamkollege  | Teamkollege   | Teamkollege   | Platzierung             | Ausfallgrund    |
| ---- | --------------------------------- | ----------------------- | ------------ | ------------- | ------------- | ----------------------- | --------------- |
| 1996 | Team A.R.E.                       | Porsche 911 Carrera RSR | Cort Wagner  | Mike Doolin   | Brent Martini | Rang 16                 |                 |
| 1997 | Team A.R.E.                       | Porsche 993 Carrera RSR | Cort Wagner  | Gary Blackman |               | Rang 13                 |                 |
| 1998 | AASCO Performance                 | Porsche 911 Carrera RSR | Tim Ralston  | Jorge Trejos  |               | Ausfall                 | Motorschaden    |
| 1999 | Alex Job Racing                   | Porsche 911 Carrera RSR | Cort Wagner  | Darryl Havens |               | Rang 11 und Klassensieg |                 |
| 2000 | Corvette Racing                   | Chevrolet Corvette C5-R | Franck Fréon | Andy Pilgrim  |               | Rang 16                 |                 |
| 2001 | Corvette Racing                   | Chevrolet Corvette C5-R | Franck Fréon | Andy Pilgrim  |               | Rang 7                  |                 |
| 2002 | Corvette Racing                   | Chevrolet Corvette C5-R | Franck Fréon | Andy Pilgrim  |               | Rang 13                 |                 |
| 2003 | Corvette Racing                   | Chevrolet Corvette C5-R | Oliver Gavin | Andy Pilgrim  |               | Ausfall                 | Getriebeschaden |
| 2004 | New Century Mortgage Racers Group | Porsche 911 GT3-RSR     | Cort Wagner  | Patrick Long  |               | Rang 17                 |                 |